# Bjuljbjulja (jezero)
Bjuljbjulja ili Bjuljbjuli (azerski: Bülbülə, rus. Бюльбюля, Бюльбюли) je jezero u Sahuranskome rajonu, Baku,  Azerbajdžan. Nalazi se između Bakinahova i Amirdžanjija na nadmorskoj visini od 8 metara.
Po nastanku Bjuljbjulja je tektonsko jezero. Prosječna koncentracija ukupnog dušika u donjim sedimentima jezera iznosi 0,18 mg/100 g.
Površina jezera iznosi 0,7 km2, najveća širina 360 m, najveća dubina 1,5 m, prosječna dubina 1,1 m, duljina obalne linije 6 km.